# Kálmán Kánya
Kálmán Kánya (Sopron, 7 novembre 1869 – Budapest, 28 febbraio 1945) è stato un politico ungherese.

## Biografia
Entrato in diplomazia nel 1904, fu viceministro degli Esteri tra il 1920 e il 1925; Venne quindi nominato ambasciatore a Berlino dove rimase fino al 1932. Dal 1933 al 1939 fu ministro degli Esteri, dimostrando simpatie per l'alleanza con l'Italia e la Germania, ma successivamente si schierò contro l'invasione nazista.